# Das Burggespenst Lülü
Das Burggespenst Lülü ist eine vierteilige Marionetten-Produktion der Augsburger Puppenkiste, die 1992 unter der Regie von Manfred Mohl in Zusammenarbeit mit dem Hessischen Rundfunk entstand. Sie basiert auf Katharina Kühls gleichnamigem Buch. Die Puppen wurden von Hannelore Marschall-Oehmichen und Jürgen Marschall gebaut. Die Serie lief erstmals im Jahr 1993 im Fernsehen.

## Handlung

### 01 Das Turnier
Der kränkliche Graf Bodo von und zu Ebereck lässt ein Turnier ausrichten. Der Gewinner erwirbt die Hand seiner Tochter Amaryllis. Diese ist aber mit dem vorläufigen Sieger, Burgvogt Hartmut, welcher sich mit List an die Spitze der Teilnehmer geschummelt hat, ganz und gar nicht einverstanden. Doch der kurz vor Turnierende erscheinende Prinz Orlando kann Hartmuts Pläne zerschlagen und selbst als Sieger des Turniers hervorgehen. Daraufhin wirbt Orlando um Amaryllis, welche seinen Antrag glücklich annimmt. Als Orlando jedoch verreisen muss, lässt er seinen Freund, das Gespenst Lülü, zurück, um auf Amaryllis aufzupassen. Lülü findet in dem gelehrten Burg-Uhu Grandük und der flinken Fledermaus Flora schnell gute Freunde.

### 02 Das Komplott
Gelangweilt geistert Lülü des Nachts durch die Burg und wünscht sich ein Taggespenst zu sein. Als der Burgvogt heimlich versucht, den Schatz des Grafen zu stehlen, vereitelt Lülü dies, wodurch die Nachtruhe sämtlicher Burgbewohner erheblich gestört wird. Am nächsten Tag kündigt sich die Rückkehr Orlandos von Syrakant an. Als Zeichen für seine Liebe hat er Amaryllis einen besonderen Rosenstrauch zurückgelassen, welcher bei seinem Eintreffen erblühen soll, und nun beginnt Knospen zu treiben. Hartmut von Fünfhausen will aber um jeden Preis verhindern, das Orlando Herr über Ebereck wird und überzeugt den Grafen, dessen Platz einzunehmen, sollte er nicht rechtzeitig zurückkehren. Amaryllis durchschaut jedoch Hartmuts Heucheleien und lehnt dessen Werbung strikt ab. Unterdessen macht die neugierige Amme, Mademoiselle Hortense, eine hochinteressante Entdeckung. 

### 03 Der Überfall
Der Graf wird immer kränker und schwächer, da Hartmut ihm fortlaufend Gift verabreicht. Rührselig vertraut er der Burgköchin Babette an, das ein brutaler Überfall der Auslöser für seine vielen Krankheiten war. Niemand ahnt zu dieser Zeit, dass Orlando dasselbe Unglück ereilen soll. Während sich Amaryllis weiterhin hartnäckig weigert den Burgvogt zu heiraten, schickt dieser seine drei Untergebenen aus, um Orlando an der Heimkehr zu hindern. Sie legen dazu einen gemeinen Hinterhalt in der Felsenschlucht und nehmen Orlando gefangen, doch dessen Knappe Pipo kann entkommen. Der Prinz wird benommen ins Verlies geworfen, wo Lülü ihn zusammen mit Fledermaus Flora auffindet. Lülü und Flora können Orlando zwar von seinen Fesseln befreien, aber um ihn aus dem Verlies herauszubekommen benötigen sie die Hilfe der Burgbewohner.

### 04 Die Befreiung
Lülü, Flora und Grandük müssen feststellen, dass kein Erwachsener, außer Orlando, sie verstehen kann, sodass sie niemanden von der Gefangennahme des Prinzen erzählen können. Schließlich weckt Flora Hänschen, den Neffen der Burgköchin, welcher als fantasiebegabtes Kind Lülü wahrnehmen kann. Nachdem Hänschen Bertram und Babette von Orlando erzählt hat, planen diese seine Befreiung. Doch die Zeit drängt, denn die Verlobung von Hartmut und Amaryllis soll nun unwiderruflich stattfinden. Kurz bevor es allerdings dazu kommt, kann Mademoiselle Hortense einen stichhaltigen Beweis für Hartmuts Niedertracht liefern. Im selben Moment treffen auch Orlando und Lülü ein, welche dem Burgvogt den Schrecken seines Lebens einjagen und ihn damit unschädlich machen. Zur Belohnung für Lülüs hilfreiche Taten, wird es in ein Taggespenst verwandelt und kann der Hochzeit von Orlando und Amaryllis beiwohnen.

## Synchronisation
| Figur                               | Beschreibung                        | Sprecher              |
| ----------------------------------- | ----------------------------------- | --------------------- |
| Lülü                                | Burggespenst                        | Ernst H. Hilbich      |
| Orlando                             | Prinz von Syrakant                  | Peter Schmidt-Pavloff |
| Amaryllis von und zu Ebereck        | Burgfräulein und Tochter des Grafen | Nicole Schneider      |
| Bodo von und zu Ebereck             | Graf und Burgherr                   | Sepp Wäsche           |
| Mademoiselle Hortense de Bonneville | Amme von Amaryllis                  | Eva Maria Keller      |
| Grandük                             | Burg-Uhu                            | Herbert Meyer         |
| Flora                               | Fledermaus                          | Christel Peschke      |
| Hartmut von Fünfhausen              | Burgvogt                            | Arno Bergler          |
| Arno                                | Untergebener von Hartmut            | Dieter Goertz         |
| Benno                               | Untergebener von Hartmut            | Horst Eisel           |
| Cuno                                | Untergebener von Hartmut            | Uwe Rathsam           |
| Bertram                             | Schmied                             | Heinrich Beens        |
| Babette                             | Burgköchin                          | Edith Menzel          |
| Hänschen                            | Neffe der Burgköchin                | Ralf Grobel           |
| Pipo von Aurich                     | Knappe und Diener von Orlando       | Michael Hiller        |
| Trompeter                           | Bediensteter auf der Burg           | Ralf Grobel           |